# Geoglossum
Geoglossum Pers. (ziemiozorek) – rodzaj grzybów z typu workowców (Ascomycota). Należy do monotypowej klasy Geoglossomycetes.

## Charakterystyka
Owocniki gatunków Geoglossum mają zwykle kształt maczugi złożonej ze sterylnego trzonu i płodnej górnej części. Powierzchnia sucha do lepkiej lub galaretowatej (szczególnie przy deszczowej pogodzie) i o barwie od brązowej do czarnej. Hymenium znajduje się tylko w górnej części owocnika w kształcie maczugi. Trzony są smukłe i cylindryczne, o powierzchni od gładkiej do łuskowatej, czasami pokrytej kępkami drobnych włosków. Worki maczuguwate, bez nasadki lub pokrywki i zwykle zawierają osiem maczugowatych, nieco cylindrycznych lub nieco wrzecionowatych askospor o barwie od szklistej do brązowej. U niektórych gatunków zarodniki są bezprzegrodowe, u innych od kilku do kilkunastu przegród. Oprócz worków w hymenium są parafizy, a u niektórych gatunków występują one także w rozproszeniu lub grupkami na trzonach, tworząc małe kępki lub łuski. U niektórych gatunków są one rozłożone na powierzchni trzonu jako ciągła galaretowata warstwa.

## Systematyka i nazewnictwo
Pozycja w klasyfikacji według Index Fungorum: Geoglossaceae, Geoglossales, Incertae sedis, Geoglossomycetes, Pezizomycotina, Ascomycota, Fungi.
Synonim: Cibalocoryne Hazsl., Corynetes Hazsl., Gloeoglossum E.J. Durand, Microglossum Sacc., Thuemenidium Kuntze.
W 2021 Komisja ds. Polskiego Nazewnictwa Grzybów Polskiego Towarzystwa Mykologicznego zarekomendowała używanie nazwy „ziemiozorek” w miejsce wcześniej pojawiających się w polskiej literaturze nazw „ziemiozór” i „łęgot”.

## Gatunki występujące w Polsce
- Geoglossum atropurpureum (Batsch) Pers. 1796 – tzw. ziemiozorek ciemnopurpurowy, maczugowiec czarnoczerwonawy
- Geoglossum cookeanum Nannf. ex Minter & P.F. Cannon 2015 – ziemiozorek okazały
- Geoglossum difforme Fr. 1815 – ziemiozorek różnokształtny, łęgot różnokształtny
- Geoglossum fallax E.J. Durand 1908 – ziemiozorek jasnoparafizowy
- Geoglossum glabrum Pers. 1794 – ziemiozorek gładki, łęgot gładki
- Geoglossum nigritum (Pers.) Cooke 1878 – ziemiozorek czarniawy
- Geoglossum simile Peck 1873 – ziemiozorek ziarnistotrzonowy
- Geoglossum umbratile Sacc. 1878 – ziemiozorek pomarszczony
- Geoglossum viscosum Pers. 1797 – ziemiozorek lepki
- Geoglossum vleugelianum Nannf. 1942 – ziemiozorek brązowoparafizowy

Nazwy naukowe na podstawie Index Fungorum. Wykaz gatunków i nazwy polskie na podstawie rekomendacji Komisji ds. Polskiego Nazewnictwa Grzybów, z wyjątkiem G. atropurpureum.